# Nglegi
Nglegi is een bestuurslaag in het regentschap Gunung Kidul van de provincie Jogjakarta, Indonesië. Nglegi telt 2766 inwoners (volkstelling 2010).